# Peter Lundgren (politico)
Peter Lundgren (Bjuv, 2 febbraio 1963) è un politico svedese.
Esponente dei Democratici Svedesi, in occasione delle europee del 2014 è stato eletto al Parlamento europeo, confermandosi alle successive europee del 2019.
Dal 2019 è uno dei vicepresidenti del Gruppo dei Conservatori e dei Riformisti Europei.
Nel 2019 è stato indagato ed ha poi subìto nel 2021 una condanna a 1.000 Corone svedesi per molestie sessuali ad una aderente al suo stesso partito.
https://www.affaritaliani.it/affari-europei/elezioni-europee-svezia-indagato-per-molestie-il-leader-estrema-destra-606223.html